# Szélpál Tamás
Szélpál Tamás (Szeged, 1987. július 11. –) magyar labdarúgó, középpályás.

## Életpályája

### Diósgyőr
2008 januárjában érkezett Szegedről Miskolcra, a DVTK-hoz.

### Tisza Volán
2012 nyarán visszatért a szegedi Tisza Volán csapatához.

## Statisztika
29 mérkőzésen vett részt. 1227 percet játszott. 6 alkalommal volt lecserélve és 21 alkalommal cserélték be. 2 alkalommal kapott sárga lapot. 0 alkalommal pirosat.